# Kostel svaté Markéty (Zhoř)
Kostel svaté Markéty se nachází v centru obce Zhoř. Je to farní kostel římskokatolické farnosti Zhoř u Jihlavy. Jde o jednolodní pozdně barokní stavbu s obdélnými přístavky po stranách kněžiště, na západní straně kostela stojí hranolová věž. Kostel je chráněn jako kulturní památka České republiky.

## Historie
Na místě nynějšího kostela byl již kolem roku 1400 postaven původní románský kostel, již tehdy byl kostel zasvěcen svaté Markétě a stál vprostřed sídla svobodných vladyků. Kostel tehdy neměl věž, pouze bokem stála malá dřevěná zvonice s průchozí bránou na hřbitov, již tehdy na zvonici byly zavěšeny zvony, které zůstaly ve farnosti a nyní jsou používány a památkově chráněny v současném kostele. Původní kostel byl postupně přestavován a integrován do současného kostela.
Od roku 1552 již farnost nebyla obsazována, protože Zhoř získali pánové z Chroustova, kteří byli evangelického vyznání, až po bitvě na Bílé hoře se opět vrátil kostel katolíkům V roce 1765 byl kostel ve Zhoři přestavěn do současné podoby. Postupně byl kostel opravován a rekonstruován. V roce 1968 byla opravena fasáda, v roce 1975 byla opravena podlaha sakristie, v roce 1983 pak také podlaha v presbytáři. Kostel byl také generálně rekonstruován v roce 1998, mimo jiné byly kompletně vyměněny krovy věže a byla do jejích útrob instalována schránka se zprávami pro další generace.
Zvony v kostele byly umístěny již kolem 14. století, další zvony byly pořízeny v letech 1802 (umíráček, zasvěcený svatému Floriánovi) , 1848 (zasvěcen svatému Leopoldovi) a 1888. Během první světové války byly tři novější zvony rekvírovány a nahrazeny byly novými až v roce 1927. Stejně tak byly zvony rekvírovány v počátku druhé světové války, nicméně dva nejstarší zvony nebyly na přímluvu a žádost tehdejšího faráře zrekvírovány a mohly tak zůstat v kostele.
5. července 1940 měl v tomto kostele primici Josef Toufar pocházející z Arnolce v obvodu farnosti Zhoř.